# Gilbert Ruet de La Motte
Pour les articles homonymes, voir Ruet (homonymie) et La Motte.
Gilbert Ruet de La Motte ou Gilbert Ruet-Lamotte est un homme politique français né le 22 avril 1754 à Isserpent (Allier) et mort le 15 juin 1792 à Paris.

## Biographie
Issu d'une famille de petits négociants de la Montagne bourbonnaise, Gilbert Ruet de La Motte est un homme de loi ; il est notaire royal à Lapalisse et procureur d'office ou procureur fiscal de plusieurs seigneuries de la région, dont celle de La Palisse.
Il est élu député suppléant aux États généraux pour la sénéchaussée de Moulins le 27 mars 1789. Administrateur du département en 1790, il est député de l'Allier de 1791 à 1792.

## Sources
- « Gilbert Ruet de La Motte », dans Adolphe Robert et Gaston Cougny, Dictionnaire des parlementaires français, Edgar Bourloton, 1889-1891 [détail de l’édition]